# 岩頭長頜魚
岩頭長頜魚，為輻鰭魚綱骨舌魚目象鼻魚科的其中一種，分布於非洲尼羅河、查德湖、佛塔河等流域，體長可達20公分，棲息在水草生長的水域，雌魚體型比雄魚大，可作為食用魚。